# یواس‌اس مونتری (بی‌ام-۶)
یواس‌اس مونتری (بی‌ام-۶) (به انگلیسی: USS Monterey (BM-6)) یک کشتی بود که طول آن ۲۶۰ فوت ۱۱ اینچ (۷۹٫۵۳ متر) بود. این کشتی در سال ۱۸۹۱ ساخته شد.